# Pablo Guerrero Martínez
Pablo Guerrero Martínez nació el 3 de noviembre en 1967, en Ecuador.
Él es el hijo de José Guerrero Bermúdez y nieto de Julio Martínez Acosta, dos personalidades muy conocidas en la historia de Ecuador.
Después de una Licenciatura en Ciencias Públicas y Sociales, se convirtió en Doctor en Jurisprudencia y Abogado de los Tribunales de la República.
Ahora es abogado, periodista, activista y defensor de la libertad de expresión en su país.
Es conocido por su candidatura para Concentración de Fuerzas Populares en las elecciones presidenciales de 2009 y también por sus problemas con Rafael Correa durante su mandato tras la crisis 30-S del año 2010.
Es uno de los varios disidentes que recibieron asilo en la República Checa; con él, esta también a su hermano, José Luis Guerrero Martínez.

## Dr. Caso Pablo Guerrero Martínez
El 30 de septiembre 2010 Ecuador vivió una crisis institucional, precedida por la emisión de una nueva Ley Orgánica del Sector Público.
Ecuador en el 2007, cuando Rafael Correa asumió el poder, cambió su constitución convirtiendo las políticas afines a Chavez y Castro bajo el membrete de "socialismo Siglo XXI ": dentro de ese contexto, el imperio de la ley fue reemplazada por la ley socialista de los derechos, que rechaza la independencia de los poderes o funciones concentrándolos en el carácter del presidente. Uno de los objetivos del régimen ha sido la reducción de la Libertad de expresión y de opinión, y esto llevó a la crisis del 30 de septiembre.
Dr. Pablo Guerrero Martínez, en el momento en que ocurrieron los hechos, mantuvo durante casi un año un programa de televisión llamado UBÍCATE con emisión nocturno en Telesucesos, yendo a la sede de la Policía para obtener información. Mientras que el presidente Rafael Correa se encontraba en el hospital, donde recibió los primeros auxilios después de haber utilizado gas lacrimógeno en su contra, el Dr. Guerrero fue invitado a tener una entrevista, la cual nunca salió a la luz, en el que denunciaba que el gobierno nacional de comunicación de la cadena estaba faltando a la verdad porque él presidente no había sido secuestrado.
El día después de estos acontecimientos, comenzó una investigación preliminar contra el Dr. Pablo Martínez y otras 12 personas acusándolos de terrorismo, estando actualmente en un proceso penal por sabotaje y terrorismo. Se hicieron conocidos como Los Trece(Trece).
El Dr. Guerrero logró escapar a Europa, donde solicitó asilo político en la República Checa, país que le ha reconocido el estatus de refugiado político.
El gobierno checo textualmente dijo:

La autoridad administrativa, después de haber recogido y examinado todo el material que sirvió de base para las decisiones en el marco de este procedimiento administrativo, se ha llegado a la conclusión de que el proceso penal que se está realizando contra el demandante y las otras doce personas en su paisde origen tiene signos evidentes de la persecución política y la muerte inminente no refleja la gravedad de la falta. Lo que también esta claro de lo anteriormente mencionado es que el solicitante de protección internacional en el país era muy activo políticamente y era una personalidad conocida públicamente la cual se encontró en oposición al actual presidente. Teniendo en cuenta la información recabada por la autoridad administrativa, El Dr. Guerrero se convirtió en el blanco de la persecución penal justificándose por la elevada probabilidad de sus actividades políticas, lo que confirma la opinión anterior del Ministerio de Relaciones Exteriores de la República Checa , indicando en su informe que de acuerdo con la información disponible, el gobierno y el presidente influyen en las decisiones de los tribunales ecuatorianos . Las víctimas de los procedimientos judiciales son reconocidos periodistas, profesores e intelectuales

Pablo Guerrero vive actualmente en Praga , donde mantiene una participación activa en foros académicos para abogar por los derechos humanos.